# Evelyn Macleod
Evelyn Hester "Eve" Macleod (19 février 1915 - 17 novembre 1999) est une fonctionnaire britannique.

## Biographie
Née Evelyn Hester Blois, elle est la fille aînée du révérend Gervase Blois (1881–1961), recteur de Hanbury, Worcestershire, et son épouse, Hester. Elle fait ses études au pensionnat Lawnside à Great Malvern, est présentée comme débutante à la cour et joue au tennis pour Worcestershire.
Le 3 juillet 1937, elle épouse Mervyn Charles Mason (1907-1940) près de Malmesbury, Wiltshire. Pendant la Seconde Guerre mondiale, elle travaille pour le service d'ambulance de Londres et son mari est lieutenant dans le Pioneer Corps. En 1940, il est tué après que son navire ait été torpillé au large des côtes de l'Irlande et elle épouse plus tard le futur homme politique, Iain Macleod, un membre de la branche des Macleods de Pabbay et Uig .
En juin 1952, Macleod est frappée par la méningite et la polio et est par la suite paralysée d'une jambe, mais réussit à marcher à l'aide de cannes. Lorsque son mari est secrétaire d'État aux Colonies, elle reçoit divers délégués à la conférence et est magistrate, présidente fondatrice de l'Association nationale des ligues des amis des hôpitaux (renommée Attend depuis 2006) et cofondatrice de "Crisis at Christmas" en 1967 .
Après la mort de son mari en 1970, elle accepte (sur la recommandation d'Edward Heath) une pairie à vie en tant que baronne Macleod de Borve, de Borve dans l'île de Lewis. À la Chambre des lords, elle s'intéresse à la politique pénale, à la défense des pensions de veuve et en 1976, elle lance l'Association nationale des veuves. De 1972 à 1975, elle est membre de l'Autorité de radiodiffusion indépendante et première présidente du Conseil national des consommateurs de gaz de 1972 à 1977 .
La baronne Macleod est la présidente de l'association caritative Attend  (alors Association nationale des ligues d'amis hospitaliers) de 1974 à 1985. Elle est présidente d'honneur de 1985 à 1989. Elle vice-présidente jusqu'à sa mort en 1999 .
Elle a deux enfants, Torquil et Diana .